# Guglielma de Bohemia
Guglielma de Bohemia (Bohemia, 1210 - Milán, 24 de agosto de 1281) fue una mística cristiana que se instaló en Milán entre 1260 y 1271. Tras su muerte fue declarada hereje y sus discípulos, los guillelmitas, que la consideraban como la encarnación femenina del Espíritu Santo, fueron eliminados por la Inquisición, que destruyó su tumba de Chiaravalle y quemó su cuerpo en el siglo XIV.

## Trayectoria
Probablemente hija del rey de Bohemia Otakar I y hermana de Inés de Bohemia, tutora de Clara de Asís, se trasladó a a Milán sobre 1260. Vivió cercana a los cistercienses de Chiaravalle y fue enterrada en su cementerio a finales del siglo XIII. Tuvo un cierto éxito entre los Humillados, anunciando el fin de los tiempos y haciendo de la figura femenina un signo de salvación para el mundo.
Un grupo de discípulos compuesto tanto por mujeres  como hombres, los guillelmitas, consideraba que Guglielma era la encarnación femenina del Espíritu Santo y desarrolló un culto con una jerarquía esencialmente femenina. Su gran popularidad hizo que se considerara su canonización, pero el culto de sus discípulos atrajo la atención de los dominicos de la Inquisición. 
Difundieron el mensaje de que ella era el equivalente corpóreo de Cristo, que moriría para salvar a los inconversos y que la redención solo era posible a través de la encarnación de lo divino tanto en hombres como en mujeres. Estaban firmemente convencidos de que su cuerpo ascendería a los cielos.
El resultado fue la disolución de esta comunidad a primeros del siglo XIV. Alrededor de 1300 treinta de estos discípulos, procedentes de familias notables de Milán, fueron acusados por la Inquisición. Entre ellos estaban las teólogas Andrea Saramita, que sostenía las tesis de Joaquim de Fiore, y Manfreda de Pirovano, una Humillada, prima de Mateo I Visconti, que habría sido proclamada papisa por Guglielma y fue acusada de nombrar cardenales mujeres, de predicar, distribuir la eucaristía y "besar las manos y los pies". Le reprocharon haber dicho misa en nombre de Guglielma y escribir un nuevo evangelio.
Para erradicar el culto, los inquisidores destruyeron la tumba de Guglielma, sus imágenes y los textos de sus seguidores, quemaron y dispersaron sus cenizas, eliminando su memoria. Sin embargo, el culto popular de la santa se mantuvo en ciertas regiones de Italia, ya que se encuentra aún vestigios en Brunate.

## Influencia
Esta herejía medieval formó parte de un movimiento más amplio del cristianismo europeo en el que intervinieron beguinas, que se identificaron con una aspiración de las mujeres al sacerdocio y que correspondió, en todo caso, a un movimiento de pensamiento y de reforma de los laicos y de las mujeres, movimiento que se presentaba con las características de una filosofía práctica y que guio la sociedad cristiana hacia nuevas fronteras que tenían que ver con la esperanza de libertad que se estaba formando en las ciudades.
Es objeto de controversia el alcance de su influencia, algunos investigadores lo reducen a la esfera de la devoción popular y otros le dan una influencia más amplia. Una corriente de estudio ve a Guglielma y sus seguidores como un movimiento feminista dentro del cristianismo. Una denominación reciente la denominó Guglielma de Milàn en vez de la denominación que los investigadores habían adoptado hasta entonces.